# Nithecus
Nithecus är ett släkte av insekter. Nithecus ingår i familjen fröskinnbaggar.
Släktet innehåller bara arten Nithecus jacobaeae.